# Liste der Stolpersteine in Würzburg-Sanderau

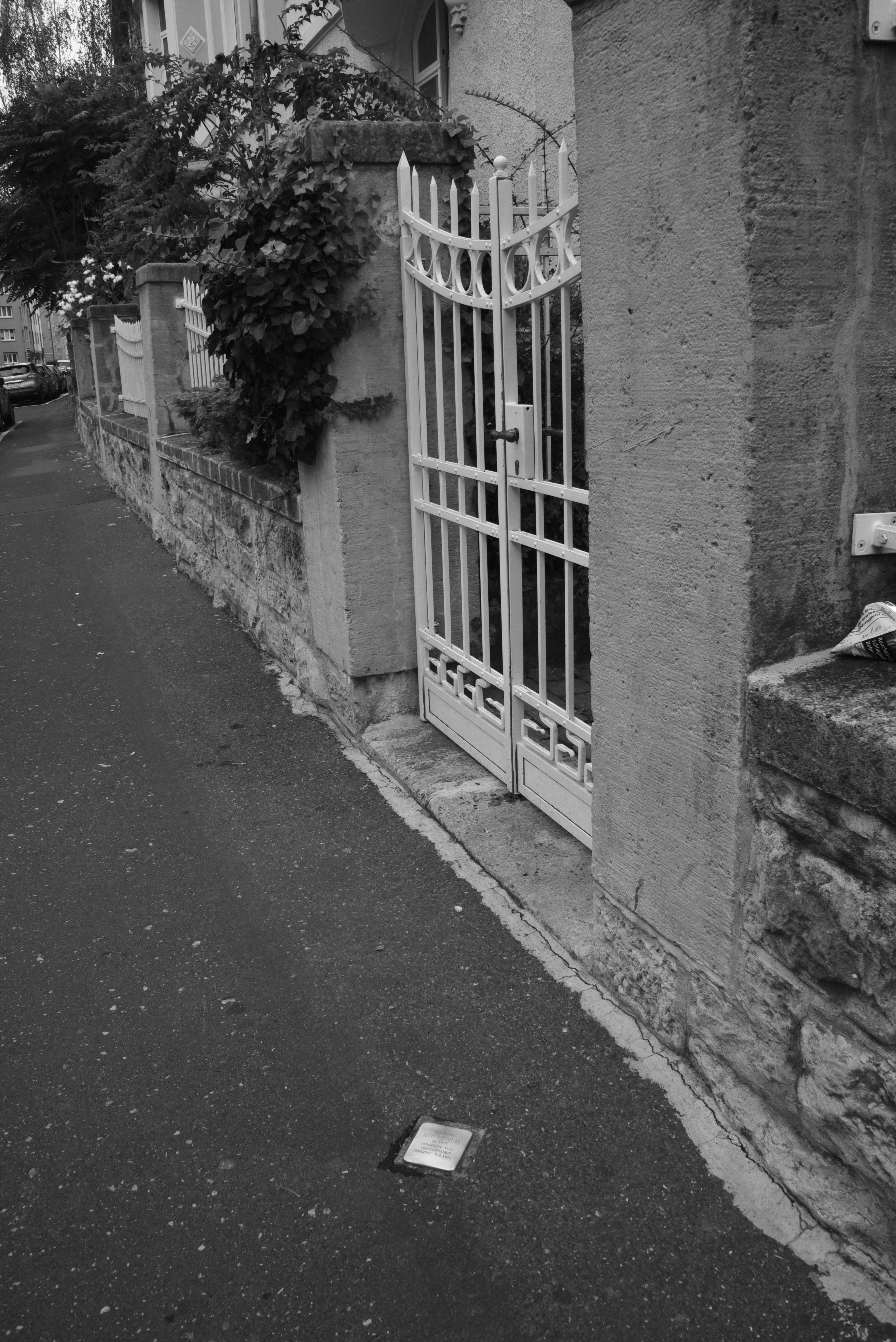
Stolperstein in der Eichendorffstraße

Die Liste der Stolpersteine in Würzburg-Sanderau enthält alle Stolpersteine, die im Rahmen des gleichnamigen Projekts von Gunter Demnig in Sanderau, einem Stadtbezirk Würzburgs, verlegt wurden. Mit Stolpersteinen soll an Opfer des Nationalsozialismus erinnert werden, die hier lebten und wirkten. Im Regelfall werden die Stolpersteine vor dem letzten freigewählten Wohnort des Opfers verlegt.

## Verlegte Stolpersteine
Im Stadtbezirk Sanderau wurden 88 Stolpersteine an 43 Adressen verlegt.
| Stolperstein | Inschrift | Verlegeort                | Name, Leben |
| ------------ | --- | ------------------------- | --- |
|              | HIER WOHNTE CHARLOTTE ABRAHAM JG. 1866 DEPORTIERT 1942 THERESIENSTADT ERMORDET 13.10.1942                                                             | Friedenstraße 36 ·        | Charlotte Abraham (1866–1942) |
|              | HIER WOHNTE HELENE ABRAHAM JG. 1867 DEPORTIERT 1942 THERESIENSTADT ERMORDET 20.10.1942                                                                | Friedenstraße 36 ·        | Helene Abraham (1867–1942) |
|              | HIER WOHNTE FRIEDA BLUMENTHAL JG. 1897 SEIT 1928 VERSCHIEDENE HEILANSTALTEN 'VERLEGT' 20.9.1940 HARTHEIM ERMORDET 20.9.1940 'AKTION T4'               | Sophienstraße 11 ·        | Frieda Blumenthal (1903–1942) |
|              | HIER WOHNTE KARL EINSTEIN JG. 1872 DEPORTIERT 1942 THERESIENSTADT ERMORDET 8.2.1943                                                                   | Eichendorffstraße 2 ·     | Karl Einstein (1872–1943) |
|              | HIER WOHNTE SELMA FLÖRSHEIMER GEB. STRAUSS JG. 1876 DEPORTIERT 1942 THERESIENSTADT ERMORDET IN AUSCHWITZ                                              | Friedenstraße 22 ·        | Selma Flörsheimer, geborene Strauss (1876–1942/45) |
|              | HIER WOHNTE JULIUS FREUDENBERGER JG. 1866 DEPORTIERT 1942 THERESIENSTADT ERMORDET 3.2.1943                                                            | Weingartenstraße 17 ·     | Julius Freudenberger (1866–1943) |
|              | HIER WOHNTE AMANDA FÜLLER JG. 1900 EINGEWIESEN 25.2.1927 HEILANSTALT WERNECK 'VERLEGT' 6.10.1940 PIRNA-SONNENSTEIN ERMORDET 6.10.1940 'AKTION T4'     | Eichendorffstraße 5       | Amanda Füller (1900–1940) |
|              | HIER WOHNTE CILLY GLASER JG. 1883 DEPORTIERT 1941 ŁODZ / LITZMANNSTADT ERMORDET                                                                       | Friedrich-Ebert-Ring 16   | Cilly Glaser (1883–1941/44) |
|              | HIER WOHNTE EMMA GLASER JG. 1880 DEPORTIERT 1941 ŁODZ / LITZMANNSTADT ERMORDET                                                                        | Friedrich-Ebert-Ring 16   | Emma Glaser (1880–1941/44) |
|              | HIER WOHNTE ALOIS GÖSSL JG. 1891 SEIT 1.10.1938 MEHRERE HEILANSTALTEN 'VERLEGT' 28.6.1941 HARTHEIM / LINZ ERMORDET 28.6.1941 AKTION T4                | Franz-Ludwig-Straße 8 ·   | Alois Gössl (1891–1941) |
|              | HIER WOHNTE BERNHARD GUTMANN JG. 1883 DEPORTIERT 1942 THERESIENSTADT ERMORDET 16.2.1943                                                               | Friedrich-Ebert-Ring 29 · | Bernhard Gutmann (1883–1943) |
|              | HIER WOHNTE LAURA GUTMANN GEB. GROSS JG. 1894 DEPORTIERT 1942 THERESIENSTADT ERMORDET 1944 IN AUSCHWITZ                                               | Friedrich-Ebert-Ring 29 · | Laura Gutmann, geborene Gross (1894–1944) |
|              | HIER WOHNTE HEDWIG HANAUER JG. 1863 DEPORTIERT 1942 THERESIENSTADT ERMORDET 8.2.1943                                                                  | Friedrich-Ebert-Ring 21 · | Hedwig Hanauer (1863–1943) |
|              | HIER WOHNTE KARL HANDBURGER JG. 1898 DEPORTIERT 1941 ERMORDET IN RIGA                                                                                 | Weingartenstraße 4 ·      | Karl Handburger (1898–1941/45) |
|              | HIER WOHNTE KÄTHE HANDBURGER GEB. WACHENHEIMER JG. 1909 DEPORTIERT 1941 ERMORDET IN RIGA                                                              | Weingartenstraße 4 ·      | Käthe Handburger, geborene Wachenheimer (1909–1941/45) |
|              | HIER WOHNTE PETER HANDBURGER JG. 1937 DEPORTIERT 1941 ERMORDET IN RIGA                                                                                | Weingartenstraße 4 ·      | Peter Handburger (1937–1941/45) |
|              | HIER WOHNTE KARL HECHT JG. 1872 DEPORTIERT 1942 THERESIENSTADT ERMORDET 12.11.1943                                                                    | Schillerstraße 2 ·        | Karl Hecht (1872–1943) |
|              | HIER WOHNTE JULIE HELLMANN JG. 1913 FLUCHT 1938 HOLLAND INTERNIERT WESTERBORG DEPORTIERT 1943 SOBIBOR ERMORDET 1943                                   | Friedrich-Ebert-Ring 29 · | Julie Hellmann (1913–1943) |
|              | HIER WOHNTE MORITZ HELLMANN JG. 1877 FLUCHT 1938 HOLLAND INTERNIERT WESTERBORG DEPORTIERT 1943 SOBIBOR ERMORDET 1943                                  | Friedrich-Ebert-Ring 29 · | Moritz Hellmann (1877–1943) |
|              | HIER WOHNTE RACHEL HELLMANN GEB. BAMBERGER JG. 1880 FLUCHT 1938 HOLLAND INTERNIERT WESTERBORG DEPORTIERT 1943 SOBIBOR ERMORDET 1943                   | Friedrich-Ebert-Ring 29 · | Rachel Hellmann, geborene Bamberger (1880–1943) |
|              | HIER WOHNTE REGINA HELLMANN JG. 1912 FLUCHT 1938 HOLLAND INTERNIERT WESTERBORG DEPORTIERT 1943 SOBIBOR ERMORDET 1943                                  | Friedrich-Ebert-Ring 29 · | Regina Hellmann (1912–1943) |
|              | HIER WOHNTE GEORG FRIEDRICH HORNUNG JG. 1891 VERHAFTET 26.7.1941 BERLIN-MOABIT TOT IN DER ZELLE 19.5.1942                                             | Sophienstraße 9 ·         | Georg Friedrich Hornung (1891–1942) |
|              | HIER LEBTE RUDOLF HORNUNG JG. 1924 SEIT 1933 VERSCHIEDENE HEILANSTALTEN 'VERLEGT' 10.12.1940 GRAFENECK ERMORDET 10.12.1940 'AKTION T4'                | Friedenstraße 25 ·        | Rudolf Hornung (1924–1940) |
|              | HIER WOHNTE FANNY JOSEPH GEB. ROSSMANN JG. 1881 DEPORTIERT 1942 KRASNICZYN ERMORDET                                                                   | Friedrich-Ebert-Ring 17   | Fanny Joseph, geborene Rossmann (1881–1942/45) |
|              | HIER WOHNTE HERMINE KLEEMANN JG. 1881 DEPORTIERT 1941 RIGA-JUNGFERNHOF ERMORDET 26.3.1942                                                             | Schießhausstraße 15 ·     | Hermine Kleemann (1881–1942) |
|              | HIER WOHNTE IDA KLEEMANN JG. 1885 DEPORTIERT 1941 RIGA-JUNGFERNHOF ERMORDET 26.3.1942                                                                 | Schießhausstraße 15 ·     | Ida Kleemann (1885–1942) |
|              | HIER WOHNTE RUDOLF KLIER JG. 1921 SEIT 1934 VERSCHIEDENE HEILANSTALTEN 'VERLEGT' 5.8.1941 HARTHEIM ERMORDET 5.8.1941 'AKTION T4'                      | Arndtstraße 42 ·          | Rudolf Klier (1921–1941) |
|              | HIER WOHNTE ANNA KLÜG JG. 1881 EINGEWIESEN 11.9.1932 HEILANSTALT WERNECK 'VERLEGT' 29.11.1940 PIRNA-SONNENSTEIN ERMORDET 29.11.1940 'AKTION T4'       | Ludwigkai 7               | Anna Klüg (1881–1940) |
|              | HIER WOHNTE ANTONIE KÜRSCHNER JG. 1880 EINGEWIESEN 13.9.1927 HEILANSTALT WERNECK 'VERLEGT' 6.10.1940 PIRNA-SONNENSTEIN ERMORDET 6.10.1940 'AKTION T4' | Eichendorfstraße 12       | Antonie Kürschner (1880–1940) |
|              | HIER WOHNTE JULIE LASSMANN JG. 1905 DEPORTIERT 1943 AUSCHWITZ ERMORDET                                                                                | Sieboldstraße 3 a ·       | Julie Lassmann (1921–1941) |
|              | HIER WOHNTE EMMA LEBERMANN JG. 1901 DEPORTIERT 1942 IZBICA ERMORDET                                                                                   | Amalienstraße 2 ·         | Emma Lebermann (1901–1942/45) |
|              | HIER WOHNTE ERNST LEBERMANN JG. 1875 OPFER DES POGROMS MISSHANDELT 10.11.1938 VON NSDAP-ORTSGRUPPE TOT 11.11.1938                                     | Scheffelstraße 5 ·        | Ernst Lebermann (1890–1941/45) |
|              | HIER WOHNTE DR. FERDINAND LEBERMANN JG. 1899 GEDEMÜTIGT / ENTRECHTET FLUCHT IN DEN TOD 7.10.1938                                                      | Amalienstraße 2 ·         | Ferdinand Lebermann (1899–1939) |
|              | HIER WOHNTE JETTCHEN LEBERMANN JG. 1907 DEPORTIERT 1942 THERESIENSTADT ERMORDET 1944 AUSCHWITZ                                                        | Amalienstraße 2 ·         | Jettchen Lebermann (1907–1944) |
|              | HIER WOHNTE LEOPOLD LEBERMANN JG. 1868 DEPORTIERT 1942 THERESIENSTADT ERMORDET 20.11.1942                                                             | Amalienstraße 2 ·         | Leopold Lebermann (1868–1942) |
|              | HIER WOHNTE STEFANIE LEBERMANN GEB. NEUMANN JG. 1909 ? ERMORDET                                                                                       | Amalienstraße 2 ·         | Stefanie Lebermann (1868–1942) |
|              | HIER WOHNTE LEA LEHMANN GEB. KUHN JG. 1864 DEPORTIERT 1942 THERESIENSTADT ERMORDET 10.10.1942                                                         | Friedenstraße 19b         | Lea Lehmann, geborene Kuhn (1864–1942) |
|              | HIER WOHNTE ANNA LEWALD JG. 1890 DEPORTIERT 1941 RIGA ERMORDET                                                                                        | Rückertstraße 11          | Anna Lewald (1890–1941/45) |
|              | HIER WOHNTE ELSE LEWALD JG. 1882 DEPORTIERT 1941 RIGA ERMORDET                                                                                        | Rückertstraße 11          | Else Lewald (1882–1941/44) |
|              | HIER WOHNTE GRETCHEN LEWALD JG. 1871 DEPORTIERT 1941 THERESIENSTADT ERMORDET 23.3.1943                                                                | Rückertstraße 11          | Gretchen Lewald (1871–1943) |
|              | HIER WOHNTE HEDWIG LEWALD JG. 1877 DEPORTIERT 1941 RIGA ERMORDET                                                                                      | Rückertstraße 11          | Hedwig Lewald (1877–1941/44) |
|              | HIER WOHNTE RUTH LEYRER JG. 1926 SEIT 1928 VERSCHIEDENE HEILANSTALTEN 'VERLEGT' 9.5.1940 BRANDENBURG ERMORDET 9.5.1940 'AKTION T4'                    | Friedenstraße 25          | Ruth Leyrer (1926–1940) |
|              | HIER WOHNTE ARON MANDELBAUM JG. 1868 DEPORTIERT 1942 THERESIENSTADT ERMORDET 18.1.1943                                                                | Franz-Ludwig-Straße 25    | Aron Mandelbaum (1868–1943) |
|              | HIER WOHNTE HANNCHEN MANDELBAUM GEB. OPPENHEIMER JG. 1866 DEPORTIERT 1942 THERESIENSTADT ERMORDET 30.6.1944                                           | Franz-Ludwig-Straße 25    | Hannchen Mandelbaum, geborene Oppenheimer (1866–1944) |
|              | HIER WOHNTE KAROLA NEUSTÄDTER JG. 1872 INTERNIERT FORT V KÖLN-MÜNGERSDORF FLUCHT IN DEN TOD 10.6.1942                                                 | Uhlandstrasse 18          | Karola Neustädter (1872–1942) |
|              | HIER WOHNTE PAULINE NEUSTÄDTER JG. 1864 INTERNIERT FORT V KÖLN-MÜNGERSDORF FLUCHT IN DEN TOD 9.6.1942                                                 | Uhlandstrasse 18          | Pauline Neustädter (1864–1942) |
|              | HIER WOHNTE LINA MIMETZ GEB. NUSSBAUM JG. 1871 DEPORTIERT 1941 THERESIENSTADT 1944 AUSCHWITZ ERMORDET                                                 | Franz-Ludwig-Straße 25    | Lina Mimetz, geborene Nußbaum (1871–1944/45), genannt Gidchen |
|              | HIER WOHNTE LUDWIG OPPENHEIM JG. 1893 'SCHUTZHAFT' 1938 BUCHENWALD ERMORDET 15.11.1938                                                                | Arndtstraße 25            | Ludwig Oppenheim (1893–1938) |
|              | HIER WOHNTE DR. CLARA OPPENHEIMER JG. 1867 DEPORTIERT THERESIENSTADT ERMORDET 17.5.1943                                                               | Friedenstraße 25          | Klara Oppenheimer (1867–1943) |
|              | HIER WOHNTE EMILIE OPPENHEIMER GEB. DILLENBERGER JG. 1879 DEPORTIERT 1942 THERESIENSTADT 1944 AUSCHWITZ ERMORDET                                      | Sanderglacisstraße 4      | Emilie Oppenheimer, geborene Dillenberger (1879–1944) |
|              | HIER WOHNTE LILLY OPPENHEIMER JG. 1904 DEPORTIERT 1942 THERESIENSTADT ERMORDET 27.2.1943                                                              | Sanderglacisstraße 4      | Lilly Oppenheimer (1904–1943) |
|              | HIER WOHNTE ANNA PFISTER GEB. GOLLAS JG. 1889 EINGEWIESEN 1.7.1932 HEILANSTALT WERNECK 'VERLEGT' 23.11.1940 PIRNA-SONNENSTEIN ERMORDET 23.11.1940     | Sophienstraße 12          | Anna Pfister, geborene Gollas, wurde am 10. November 1889 in Eßleben, Landkreis Schweinfurt, geboren. Sie war die Tochter des Hauptlehrers Adam Gollas und seiner Frau Maria, geborene Hammer. Sie hatte eine Schwester, Juliane, und einen Bruder, August, der aber im Alter von einem Jahr starb. Sie soll als Kind sehr dick gewesen sein, aber gut gelernt haben. Sie ging bei den Ursulinen zur Schule und lernte danach bei den Schwestern im Norbertusheim in Zell die Haushaltsführung. 1915 heiratete sie den Rechtsanwalt Bernhard Pfister, geboren 1882, der in Kronach lebte. Wegen des Krieges wohnte Anna Pfister aber weiterhin bei den Eltern und pflegte den kranken Vater bis zu dessen Tod im Jahr 1916. Im Oktober desselben Jahres zog sie mit ihrer Mutter nach Würzburg und führte ihr den Haushalt. Ihr Mann fiel als Oberleutnant am 25. März 1918 in Frankreich. Am 7. Juni 1928 wurde sie wegen Erregungszuständen in die Psychiatrische Klinik eingeliefert, wo sie sich freundlich verhielt und sich mit sich mit Handarbeiten beschäftigte. Anna Pfister wurde im August auf eigenen Wunsch in ein Erholungsheim in Bad Brückenau entlassen. Einige Monate später, am 23. Mai 1929, wurde sie wieder in die Psychiatrische Klinik gebracht, hochgradig erregt, sprach von Geburten, einem Schlaganfall und Kontakten mit dem Himmel. Am 3. Juni 1929 wurde sie in die Heil- und Pflegeanstalt Werneck verlegt und blieb dort bis zur Räumung der Anstalt am 4. Oktober 1940. Anna Pfister wurde von der Zwischenanstalt Arnsdorf am 23. November 1940 in die Tötungsanstalt Pirna-Sonnenstein gebracht und vermutlich kurz nach ihrer Ankunft ermordet. |
|              | HIER WOHNTE ARNOLD REINSTEIN JG. 1902 VERHAFTET 1941 DACHAU ERMORDET 17.10.1941                                                                       | Friedrich-Ebert-Ring 34 · | Arnold Reinstein (1902–1941) |
|              | HIER WOHNTE FRIEDA REINSTEIN GEB. WOLF JG. 1869 DEPORTIERT 1942 THERESIENSTADT ERMORDET 19.2.1943 1942 THERESIENSTADT ERMORDET 27.2.1943              | Friedrich-Ebert-Ring 26 · | Frieda Reinstein, geborene Wolf (1869–1943) |
|              | HIER WOHNTE IRMA REINSTEIN GEB. STRAUSS JG. 1895 DEPORTIERT 1941 RIGA ERMORDET                                                                        | Friedrich-Ebert-Ring 34 · | Irma Reinstein, geborene Strauss (1895–1941/45) |
|              | HIER WOHNTE LOTTE REINSTEIN GEB. STIEFEL JG. 1866 DEPORTIERT 1942 THERESIENSTADT ERMORDET 29.5.1943                                                   | Friedrich-Ebert-Ring 34 · | Lotte Reinstein, geborene Stiefel (1866–1943) |
|              | HIER WOHNTE WILHELM REINSTEIN JG. 1889 DEPORTIERT 1941 RIGA ERMORDET                                                                                  | Friedrich-Ebert-Ring 34 · | Wilhelm Reinstein (1899–1941/45) |
|              | HIER WOHNTE ELLY REIS GEB. REINSTEIN JG. 1896 DEPORTIERT 1942 THERESIENSTADT ERMORDET 1944 IN AUSCHWITZ                                               | Friedrich-Ebert-Ring 34 · | Elly Reis, geborene Reinstein (1896–1944) |
|              | HIER WOHNTE SIEGMUND ROTHSTEIN JG. 1867 DEPORTIERT 1942 THERESIENSTADT 1942 TREBLINKA ERMORDET                                                        | Schillerstraße 6          | Siegmund Rothstein, wurde am 4. August 1942 von Berlin nach Theresienstadt deportiert und von dort am 26. September 1942 weiter nach Treblinka, wo er ermordet wurde. |
|              | HIER WOHNTE JULIE SCHLAMME GEB. SILBERSCHMIDT JG. 1868 DEPORTIERT 1942 THERESIENSTADT ERMORDET 13.1.1943                                              | Weingartenstraße 26 ·     | Julie Schlamme, geborene Silberschmidt (1868–1943) |
|              | HIER WOHNTE EDITH SCHLOSS JG. 1920 UNFREIWILLIG VERZOGEN SCHUTZHAFT ERMORDET IM BESETZTEN POLEN                                                       | Virchowstraße 18 ·        | Edith Schloss (1920–194?) |
|              | HIER WOHNTE LILLY SCHLOSS GEB. STEUERMANN JG. 1888 DEPORTIERT 1942 IZBICA ERMORDET                                                                    | Virchowstraße 18 ·        | Lilly Schloss, geborene Steuermann (1888–1942/45) |
|              | HIER WOHNTE THEKLA SCHMIDEK GEB. SCHLAMME JG. 1891 DEPORTIERT 1942 ? ERMORDET                                                                         | Weingartenstraße 26 ·     | Thekla Schmidek, geborene Steuermann (1888–1942/45) |
|              | HIER WOHNTE MARIA SCHNEIDER JG. 1885 EINGEWIESEN 1902 HEILANSTALT WERNECK 'VERLEGT' 6.10.1940 PIRNA-SONNENSTEIN ERMORDET 6.10.1940 'AKTION T4'        | Franz-Ludwig-Straße 25    | Maria Schneider (1885–1940) |
|              | HIER WOHNTE GERTRUD SCHWAB JG. 1925 DEPORTIERT 1941 ERMORDET IN RIGA                                                                                  | Neubergstraße 44 ·        | Gertrud Schwab (1925–1941/45) |
|              | HIER WOHNTE HILDA SCHWAB GEB. GLASER JG. 1896 DEPORTIERT 1943 AUSCHWITZ ERMORDET 1.9.1943                                                             | Schillerstraße 8 ·        | Hilda Schwab, geborene Glaser (1896–1943) |
|              | HIER WOHNTE IWAN SCHWAB JG. 1889 DEPORTIERT 1943 AUSCHWITZ ERMORDET 1.9.1943                                                                          | Schillerstraße 8 ·        | Iwan Schwab (1889–1943) |
|              | HIER WOHNTE JULIE SCHWAB GEB. FLEISCHMANN JG. 1896 DEPORTIERT 1941 ERMORDET IN RIGA                                                                   | Neubergstraße 44 ·        | Julie Schwab, geborene Fleischmann (1896–1941/45) |
|              | HIER WOHNTE SIEGFRIED SCHWAB JG. 1885 DEPORTIERT 1941 ERMORDET IN RIGA                                                                                | Neubergstraße 44 ·        | Siegfried Schwab (1885–1941/45) |
|              | HIER WOHNTE SUSANNE SCHWAB JG. 1922 DEPORTIERT 1941 ERMORDET IN RIGA                                                                                  | Neubergstraße 44 ·        | Susanne Schwab (1922–1941/45) |
|              | HIER WOHNTE JULIUS SCHWABACHER JG. 1891 'SCHUTZHAFT' 1938 BUCHENWALD 1939 DENUNZIERT GEFÄNGNIS WÜRZBURG DACHAU 'AUF DER FLUCHT ERSCHOSSEN' 21.7.1940  | Friedrich-Ebert-Ring 34   | Julius Schwabacher (1891–1940) |
|              | HIER WOHNTE LUISE SCHWERIN GEB. STURM JG. 1879 DEPORTIERT 1942 IZBICA ERMORDET                                                                        | Neubergstraße 44 ·        | Luise Schwerin, geborene Sturm (1879–1942/45) |
|              | HIER WOHNTE LAZARUS STAHL JG. 1881 DEPORTIERT 1943 THERESIENSTADT ERMORDET IN AUSCHWITZ                                                               | Franz-Ludwig-Straße 11 ·  | Lazarus Stahl (1881–1943/45) |
|              | HIER WOHNTE PAULA STAHL GEB. OESTEREICHER JG. 1889 DEPORTIERT 1943 THERESIENSTADT ERMORDET IN AUSCHWITZ                                               | Franz-Ludwig-Straße 11 ·  | Paula Stahl, geborene Oesterreicher (1889–1943/45) |
|              | HIER WOHNTE SABINE STEINBACH JG. 1896 MEHRMALS EINGEWIESEN HEILANSTALT WERNECK 'VERLEGT' 4.10.1940 HARTHEIM ERMORDET 4.10.1940 'AKTION T4'            | Huttenstraße 33           | Sabine Steinbach (1896–1940) Friedenstraße 24 Standort |
|              | HIER WOHNTE FERDINAND STEINHARDT JG. 1874 DEPORTIERT 1942 THERESIENSTADT ERMORDET 26.10.1943                                                          | Friedenstraße 24 ·        | Ferdinand Steinhardt (1874–1943) |
|              | HIER WOHNTE GETTA STEINHARDT GEB. SOMMER JG. 1883 DEPORTIERT 1942 THERESIENSTADT ERMORDET 10.3.1944                                                   | Friedenstraße 24 ·        | Getta Steinhardt, geborene Sommer (1883–1944) |
|              | HIER WOHNTE BABETTE STERN JG. 1889 DEPORTIERT 1941 RIGA ERMORDET                                                                                      | Weingartenstraße 26 ·     | Babette Stern (1889–1941/45) |
|              | HIER WOHNTE LOUIS STERN JG. 1894 DEPORTIERT 1941 RIGA ERMORDET                                                                                        | Weingartenstraße 26 ·     | Louis Stern (1894–1941/45) |
|              | HIER WOHNTE BRUNO STOLL JG. 1904 EINGEWIESEN 1926 HEILANSTALT WERNECK 'VERLEGT' 4.10.1940 GROSSSCHWEIDNITZ ERMORDET 26.11.1940                        | Friedrich-Ebert-Ring 18   | Bruno Josef Stoll (1904–1940) |
|              | HIER WOHNTE JOHANNA STEUERMANN GEB. MIDAS JG. 1860 DEPORTIERT 1942 THERESIENSTADT ERMORDET 26.2.1943                                                  | Virchowstraße 18 ·        | Johanna Steuermann, geborene Midas (1920–194?) |
|              | HIER WOHNTE ERNESTINE STRAUSS GEB. MAYER JG. 1874 DEPORTIERT 1942 THERESIENSTADT ERMORDET IN AUSCHWITZ                                                | Rückertstraße 7 ·         | Ernestine Strauss, geborene Mayer (1874–1942/45) |
|              | HIER WOHNTE REGINA ULLMANN JG. 1886 DEPORTIERT 1940 GURS INTERNIERT DRANCY 1942 AUSCHWITZ ERMORDET                                                    | Sophienstraße 14 ·        | Regina Ullmann (1886–1942/45) |
|              | HIER WOHNTE ILSE VOGEL JG. 1913 DEPORTIERT 1942 KRASNICZYN ERMORDET                                                                                   | Amalienstraße 3 ·         | Ilse Vogel (1913–1942/45) |
|              | HIER WOHNTE FANNY WACHENHEIMER GEB. GÄRTNER JG. 1874 DEPORTIERT 1942 THERESIENSTADT ERMORDET 14.4.1943                                                | Weingartenstraße 4 ·      | Fanny Wachenheimer, geborene Gärtner (1874–1943) |
|              | HIER WOHNTE EMMA WERTHEIM GEB. NÜRNBERGER JG. 1878 DEPORTIERT 1942 IZBICA ERMORDET                                                                    | Schillerstraße 2 ·        | Emma Wertheim, geborene Nürnberger (1878–1942/45) |
|              | HIER WOHNTE MOSES WERTHEIM JG. 1877 DEPORTIERT 1942 IZBICA ERMORDET                                                                                   | Schillerstraße 2 ·        | Moses Wertheim (1877–1942/45) |
|              | HIER WOHNTE SALOMON WERTHEIM JG. 1888 DEPORTIERT 1942 IZBICA ERMORDET                                                                                 | Schillerstraße 2 ·        | Salomon Wertheim (1888–1942/45) |

## Verlegedaten
- 17. Juli 2006: Friedenstraße 26
- 11. Juni 2007: Neubergstraße 44, Weingartenstraße 4 und 6
- 22. September 2008: Amalienstraße 2, Friedenstraße 36, Sophienstraße 9
- 19. März 2009: Friedrich-Ebert-Ring 26, 29 und 34
- 30. September 2009: Friedenstraße 22 und 24, Scheffelstraße 5, Weingartenstraße 26
- 21. September 2010:Schillerstraße 2
- 28. Juni 2011: Rückertstraße 7 und 11, Weingartenstraße 17
- 2012: Friedrich-Ebert-Ring 17
- 18. April 2012: Franz-Ludwig-Straße 11 und 25 (Lina Mimetz)
- 9. November 2012: Friedenstraße 19b und 44, Virchowstraße 18
- 17. Juni 2013: Schillerstraße 8, Sieboldstraße 3 a
- 1. Dezember 2014: Arndtstraße 25
- 10. Februar 2015: Franz-Ludwig-Straße 8
- 20. September 2015: Amalienstraße 3, Eichendorffstraße 2, Sophienstraße 14
- 5. Juli 2016: Franz-Ludwig-Straße 25, Friedrich-Ebert-Ring 21, Sophienstraße 11
- 3. November 2016: Arndtstraße 42, Friedenstraße 25
- 22. Februar 2018: Schießhausstraße 15
- 2022: Eichendorffstraße 5 und 12,  Ludwigkai 7
- 28. November 2022: Friedrich-Ebert-Ring 17